# Петля времени (фильм)
«Петля времени» (англ. Looper) — научно-фантастический фильм режиссёра Райана Джонсона о путешествиях во времени. В главных ролях — Брюс Уиллис, Джозеф Гордон-Левитт и Эмили Блант. Премьера состоялась на кинофестивале в Торонто 6 сентября 2012 года. На экраны кинотеатров США фильм вышел 28 сентября 2012 года, России и ряда других стран — 27 сентября.

## Сюжет
Джо Симмонс (Джозеф Гордон-Левитт) живёт в 2044 году, где каждый десятый человек на Земле обладает телекинезом (их называют ти-кеями), где власть слаба, государственные структуры продажны, творятся хаос и беззаконие, и убийство бродяги не является наказуемым преступлением. А в 2074 году контроль со стороны государства настолько силён, что трупы невозможно спрятать, и мафия находит выход в виде недавно изобретённой и незаконной машины времени. Жертв связывают и посылают в 2044 год, где местные киллеры, луперы (англ. looper; петлитель, петлевик), убивают их через доли секунды после прибытия. Жертвы прибывают с мешком на голове и грузом серебряных слитков на спине, которые являются оплатой луперу. Если слитки оказываются золотыми, значит, лупер только что убил будущего себя и «замкнул петлю», что является главным условием их контракта: в 2074 году лупера также отправят в прошлое как опасного свидетеля.
Джо и его лучший друг Сет (Пол Дано) — луперы, и их, как и остальных, не волнует предстоящее убийство себя-старика. Как-то раз во время заказа Сет понимает, что перед ним «старый Сет», и, впав в ступор, позволяет тому убежать. Молодой Сет приходит к Джо и просит спрятать его. Тот противится, но соглашается.
Джо приводят к начальнику луперов, Эйбу (Джефф Дэниэлс), отправленному из будущего для контроля. Эйб вынуждает Джо сдать друга, обещая не убивать Сета. Сета хватают и постепенно расчленяют на хирургическом столе, тем самым передавая «послание» старому Сету в виде шрамов и исчезающих частей тела. Изувеченный старый Сет добирается до нужного места, и его убивают.
Вскоре золотые слитки на спине трупа находит и Джо. Он уходит в отставку и уезжает в Шанхай, где за несколько лет спускает всё заработанное. Он снова вступает в ряды организованной преступности, но всё меняется, когда он встречает и влюбляется в китаянку (Цин Сюй). Она помогает ему избавиться от наркотической зависимости, они начинают жить как семья в китайской деревне. В 2074 году домой к Джо приходят бойцы мафии с целью замкнуть петлю. Джо сдаётся им, в это время один из бойцов замечает за окном движение, стреляет и убивает его жену. Перед машиной времени Джо вырывается и убивает преступников. Затем он сам садится в машину времени и отправляется в прошлое не связанным.
В результате прошлое изменяется: немного припоздавший Старый Джо заслоняется от пули своими же золотыми слитками, вырубает молодого и пускается в бега. За обоими Джо начинается охота, молодой пытается найти и убить старого. У того тоже есть цель — отомстить за смерть любимой, убив мафиозного босса из будущего Шамана, которому в 2044 году только пять лет. Старому Джо удаётся сократить область поиска до трёх детей.
Старый Джо убивает первого ребёнка и едет ко второму, который оказывается дочерью любимой проститутки молодого Джо, Сьюзи (Пайпер Перабо), а потому там его ловит боец Эйба, Кид (Ноа Сиган), предположивший, что пришелец из будущего захочет навестить бывшую любимую. Будучи приведённым к Эйбу, Старый Джо вырывается, ранит Кида и убивает всех остальных.
Не знающий об этом молодой Джо приезжает на третий адрес, ферму Сары (Эмили Блант), одинокой женщины с сыном Сидом. Пожив с ними несколько дней, Джо привязывается к Сиду и влюбляется в Сару. Сид умный и активный мальчик, но порой на него находят приступы ярости, от которых Сара почему-то прячется в сейфе. В поисках Джо на ферму приезжает человек Эйба, которого попавший в стрессовую ситуацию Сид убивает с помощью телекинеза. Причём этот телекинез намного мощнее, чем у других ти-кеев. Молодой Джо понимает, что Сид и есть Шаман, и хочет его убить, понимая его опасность для общества, но Саре удаётся его отговорить. Произошедшее кардинально меняет память Старого Джо, который теперь также знает, что Шаман — это Сид.
Он приезжает на ферму Сары, где ему удаётся на время отвязаться от сопротивления молодого себя, пока тот разбирается с приехавшим вслед Кидом. Сид с матерью бегут от Старого Джо к тростниковым зарослям. Джо стреляет в Сида и попадает тому в щеку. Ради спасения сына, Сара закрывает собой линию огня, и старый Джо собирается стрелять сквозь неё. Видя это издалека, молодой Джо понимает, что из-за потери матери мальчик озлобится и запустит уже известную Джо цепь событий, в результате которой погибнет большое количество людей. Чтобы Сид получил возможность прожить жизнь, отличную от жизни Джо, он стреляет себе в сердце (так и не прожив свою жизнь до конца), и через мгновение Старый Джо исчезает. После этого Сара со слезами склоняется над погибшим молодым Джо, гладит его по волосам. И находит золотые слитки в пыли, рассыпанные из фургона, на котором приехал Старый Джо.

## В ролях
| Актёр                | Роль                |
| -------------------- | ------------------- |
| Брюс Уиллис          | Старый Джо          |
| Джозеф Гордон-Левитт | Джо Симмонс         |
| Эмили Блант          | Сара                |
| Пол Дано             | Сет                 |
| Пирс Ганьон          | Сид                 |
| Джефф Дэниэлс        | Эйб                 |
| Ноа Сеган            | Кид Блю             |
| Пайпер Перабо        | Сьюзи               |
| Цин Сюй              | жена Старого Джо    |
| Трейси Томс          | официантка Беатрикс |
| Фрэнк Бреннан        | Старый Сет          |
| Гаррет Диллахант     | Джесси              |
| Ник Гомес            | Дейл                |
| Маркус Хестер        | Зак                 |

## Производство
Разработка проекта началась в 2008 году. На Каннском кинофестивале 2010 года Райан Джонсон рассказал о сюжете своего третьего фильма. Тогда же стало известно, что главные роли в нём исполнят Джозеф Гордон-Левитт и Брюс Уиллис, причём второй сыграет постаревшего персонажа первого. Для большей схожести лицо Гордона-Левитта гримировали под характерные черты Уиллиса. Съёмки начались в январе 2011 года в Луизиане, весной они велись в Шанхае. Джонсон постарался использовать в съёмках ту же команду, что и в предыдущих своих фильмах: оператора Стива Йедлина и кузена Нэйтана в качестве композитора. Гордон-Левитт, как и в дебютном для Райана «Кирпиче», сыграл главную роль. Исполнивший в том фильме второстепенную роль Ной Сиган был приглашён на аналогичную в новом фильме.
Бюджет фильма, 30 миллионов долларов, был сравнительно небольшим для фильма про будущее со знаменитыми актёрами. Поэтому предметы будущего в фильме относительно немногочисленны и показаны не очень детализированно.

## Релиз
Сцены старения Джо в Шанхае в международной версии быстро сменяют друг друга, хотя они были сняты довольно подробно. Было решено вырезать их из фильма, и они показаны лишь в китайском прокате, что увеличило длительность этой версии на 15 минут.
За первый уик-энд фильм собрал в кинотеатрах 21,2 миллиона долларов, уступив только «Монстрам на каникулах». За первый месяц проката сборы составили 136,5 миллиона долларов, из них 61,5 — в США.

## Критика
Фильм получил крайне положительные отзывы. По состоянию на сентябрь 2019 года, рейтинг агрегатора рецензий Rotten Tomatoes показывает, что на основе отзывов 262 критиков фильм получил положительный отклик от 93 % критиков. Средний рейтинг 8,1 из 10. Не имеет ни одной отрицательной рецензии на ресурсе Metacritic.
В то же время кинообозреватель The New York Times (М. Даргис) посетовала, что специфический грим Гордона-Левитта бросается в глаза, чем отвлекает от действия, а сама идея петли времени многократно эксплуатировалась в кино, начиная со «Взлётной полосы» Криса Маркера (1962).